# Eudocima boseae
Eudocima boseae is een vlinder uit de familie van de Spinneruilen (Erebidae). Deze soort is voor het eerst wetenschappelijk beschreven door Max Saalmüller in een publicatie uit 1880.
De soort komt voor in Madagaskar.